# Пех, Ян Богувер
Ян Бо́гувер Пех, полное имя — Ян Карл Богувер, литературный псевдоним — Ян из Липы, немецкий вариант — Йоганн Траугот Пех (в.-луж. Jan Karl Bohuwěr Pjech, Jan z Lipy, нем. Johann Traugott Pech, 23 июня 1838 года, деревня Вурицы (Auritz), Лужица, Королевство Саксония — 28 января 1913 года, Лейпциг, Саксония) — серболужицкий общественный деятель национального возрождения, издатель, переводчик, публицист и писатель. Инициатор серболужицко-немецких, серболужицко-славянских культурных, научных и литературных отношений. Публиковался под псевдонимом Ян из Липы.

## Биография
Родился в 1838 году в семье землевладельца в нижнелужицкой деревне Вурицы (Auritz). С 1851 по 1858 года обучался в гимназии в Будишине. В 1858 году начал изучать медицину в Лейпциге, но из-за проблем со своим здоровьем вынужден был оставить обучение. С 1859 до 1863 года работал учеником книготорговца и в издательстве Хёкнера (K. Höckner) в Дрездене. В октябре 1963 года вместе с Яном Смолером основал в Будишине издательскую и книготорговую фирму «Schmaler und Pech», в которой издавал редактируемые Яном Смолером научные издания на немецком языке «Zeitschrift für slavische Literatur, Kunst und Wissenschaft» (1862—1864), «Slavisches Centralblatt» (1865—1866) и «Centralblatt für slavische Literatur und Bibliographie» (1867—1868). В 1863 году вступил в серболужицкую культурно-просветительскую организацию «Матица сербо-лужицкая».
С 1870 года проживал в Лейпциге, где продолжал свою издательскую деятельность. До 1913 года был лектором и славянским корреспондентом в издательстве Фридриха Брокгауза. Познакомившись с научными трудами русского филолога Измаила Срезневского и лужицкого филолога Яна Йордана, стал заниматься популяризацией серболужицкой и литературы других славянских народов среди немецких читателей. Написал несколько статей о литературе славянских народов в энциклопедии «Brockhaus-Konversationslexikon», был одним из учредителей журнала «Börsenblatt für den deutschen Buchhande».
Перевел на немецкий язык сочинения русского академика Александра Пыпина и польского учёного Владимира Спасовича, которые были изданы в двухтомнике «Geschichte der slavischen Literaturen» (1883—1884) в издательстве Фридриха Брокгауза. В 1884 году издал перевод на немецкий язык сочинение Александра Пыпина «Сербско-вендская литература Верхней и Нижней Лужицы» под названием «Das serbisch-wendische Schrifttum in der Ober- und Niederlausitz von A. N. Pypin. Aus dem Russischen übertragen sowie mit Berichtigungen und Ergänzungen versehen von Traugott Pech».
Публиковал свои переводы и очерки в газете «Serbske Nowiny», литературных журналах «Łužičan» и «Łužica». Перевёл на верхнелужицкий язык несколько новелл Ивана Тургенева, с которым имел личную переписку.
Издал собственный перевод драмы «Julius Caesar» Уильяма Шекспира (1914) и опубликовал очерк о Шекспире «Šěsć zněłkow Shakespeara» в научном журнале «Časopis Maćicy Serbskeje» (1875).
Поддерживал отношения с немецким лингвистом Августом Лескином, русским историком Нилом Поповым, академиком Игнатием Ягичем. С 1876 года был знаком с чешским политиком Томашем Масариком, с которым обсуждал возможную национальную независимость лужичан.